# Châtelraould-Saint-Louvent
Châtelraould-Saint-Louvent – miejscowość i gmina we Francji, w regionie Grand Est, w departamencie Marna.
Według danych na rok 1990 gminę zamieszkiwały 234 osoby, a gęstość zaludnienia wynosiła 14 osób/km².